# Václav Drobný
Václav Drobný (né le 9 septembre 1980 à Mělník et mort le 28 décembre 2012 à Špindlerův Mlýn) était un footballeur international tchèque,, qui évoluait au poste de défenseur central de la fin des années 1990 au début des années 2010.
Il a notamment joué au RC Strasbourg, à Aston Villa et au Sparta Prague.

## Biographie

### Carrière de joueur
Drobný est formé au Chmel Blasny, il rejoint le Racing Club de Strasbourg en 2002 et y reste trois saisons aux côtés de l'entraîneur Ivan Hašek.
Il quitte Strasbourg en 2005 et rejoint Aston Villa mais l'expérience tourne court et Drobný retourne en Tchéquie et renforce le Sparta Prague. Il joue ensuite successivement au FK Jablonec 97, au FC Augsbourg, au Spartak Trnava.
À compter de 2010, il joue au Bohemians Prague,.
Václav Drobný est capitaine de l'équipe tchèque espoirs vainqueur de l'Euro 2002.
Il est international tchèque depuis 2004.
Il meurt le 28 décembre 2012 à la suite d'un accident de luge.

### Controverse
Václav Drobný est accusé de dopage en 2003 lorsqu'il évolue à Strasbourg, il est contrôlé positif à la morphine à l’issue du match de Ligue 1 contre le Stade rennais, après audition et enquête il est blanchi,.

## Carrière

### Carrière en club
- 1998–2002 :  Chmel Blšany
- 2002–2005 :  RC Strasbourg
- 2004–2005 :  Aston Villa Football Club
- 2005–2007 :  AC Sparta Prague
- 2005–2006 :  FK Jablonec 97
- 2007–2008 :  FC Augsbourg
- 2008–2009 :  Spartak Trnava
- 2010–2011 :  Bohemians Prague

### Carrière internationale
- 2000–2002 : Tchéquie -21 ans : 17 sélections, 1 but
- 2004 : Tchéquie : 2 sélections[1]

## Palmarès
- Vainqueur de la Coupe de la Ligue française en 2005 avec Strasbourg
- Champion de Tchéquie en 2007 avec le Sparta Prague
- Vainqueur de la Coupe de Tchéquie en 2006 et 2007 avec le Sparta Prague
- Finaliste de la Coupe de Slovaquie en 2008 avec le Spartak Trnava
- Champion d'Europe espoirs en 2002 avec la Tchéquie